# Włodzimierz Mazur
Włodzimierz Mazur (nascido no dia 14 de abril de 1954, em Opatów - falecido no dia 1 de dezembro de 1988, em Sosnowiec) foi um ex-futebolista polonês. Ele competiu na Copa do Mundo FIFA de 1978, sediada na Argentina, na qual a seleção de seu país terminou na quinta colocação dentre os 16 participantes.